# Eulau (Naumburg)
Eulau is een plaats in het noordoosten van de Duitse gemeente Naumburg (Saale), deelstaat Saksen-Anhalt, en telt 429 inwoners (januari 2020). Tot 1991 was Eulau een zelfstandige gemeente. Het dorp ligt aan de Saale.

## Galerij

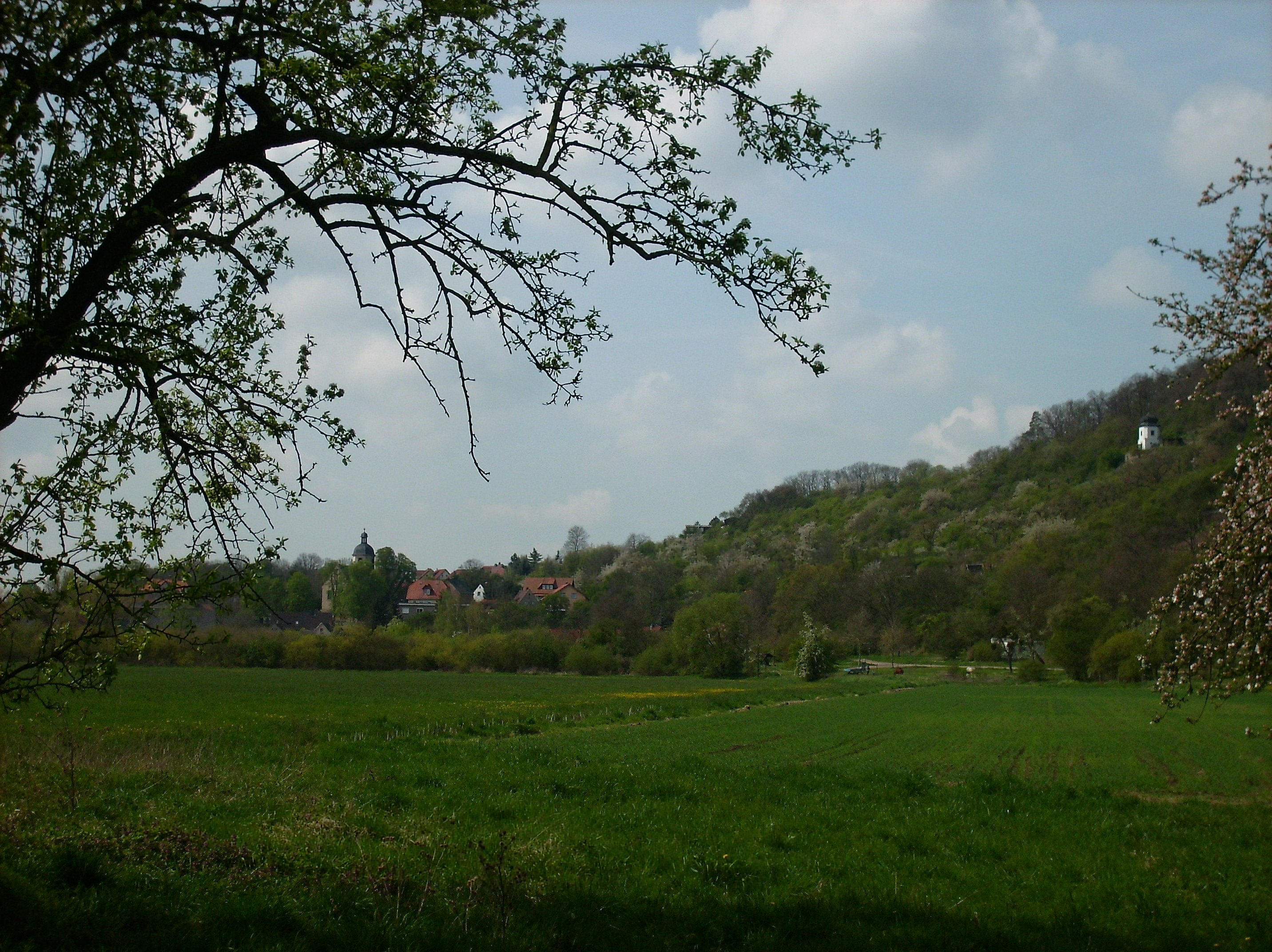
Oeverland langs de Saale met Eulau op de achtergrond
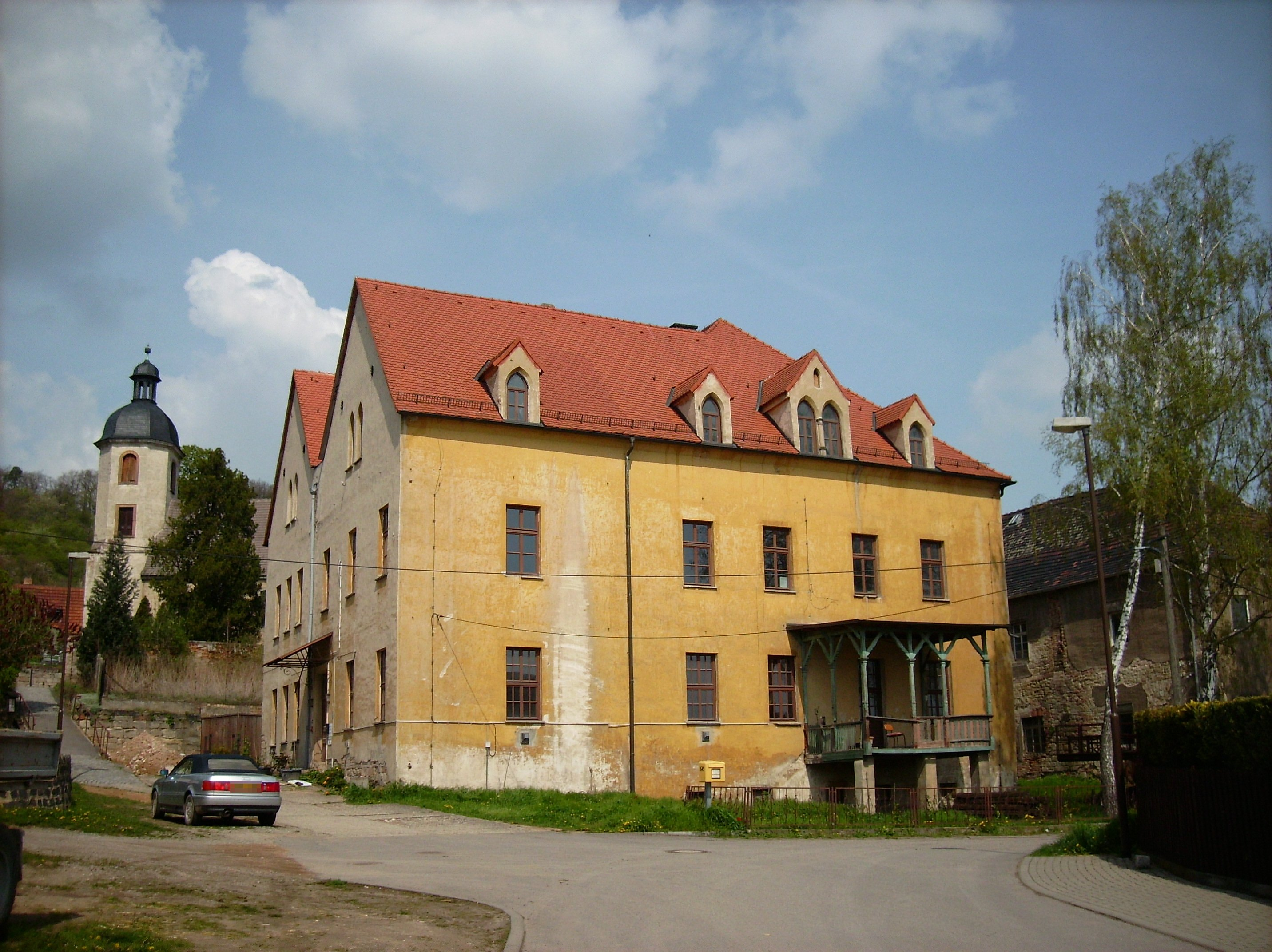
Eulau, Herrenhaus met op de achtergrond de dorpskerk
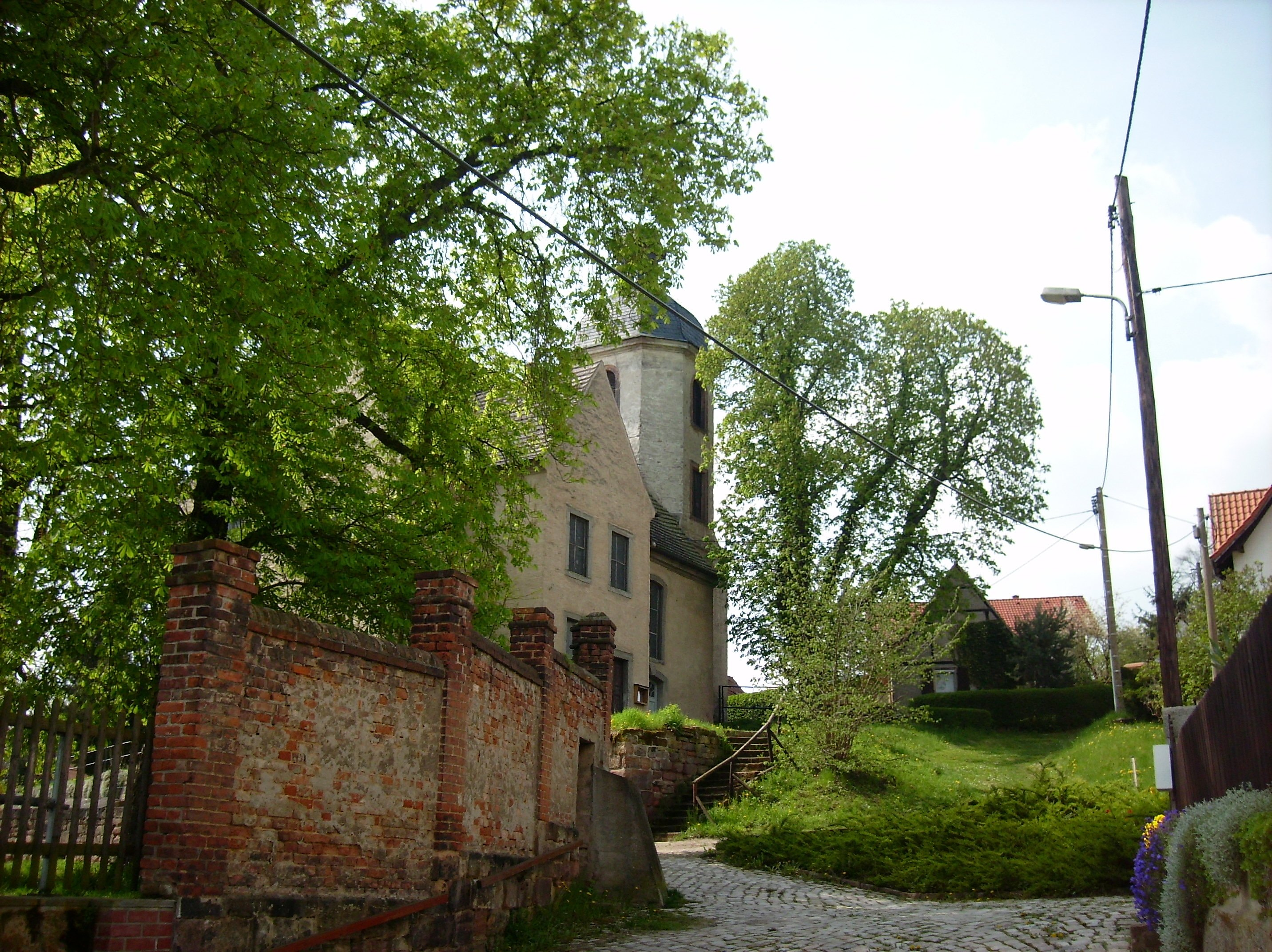
Evang.-lutherse dorpskerk
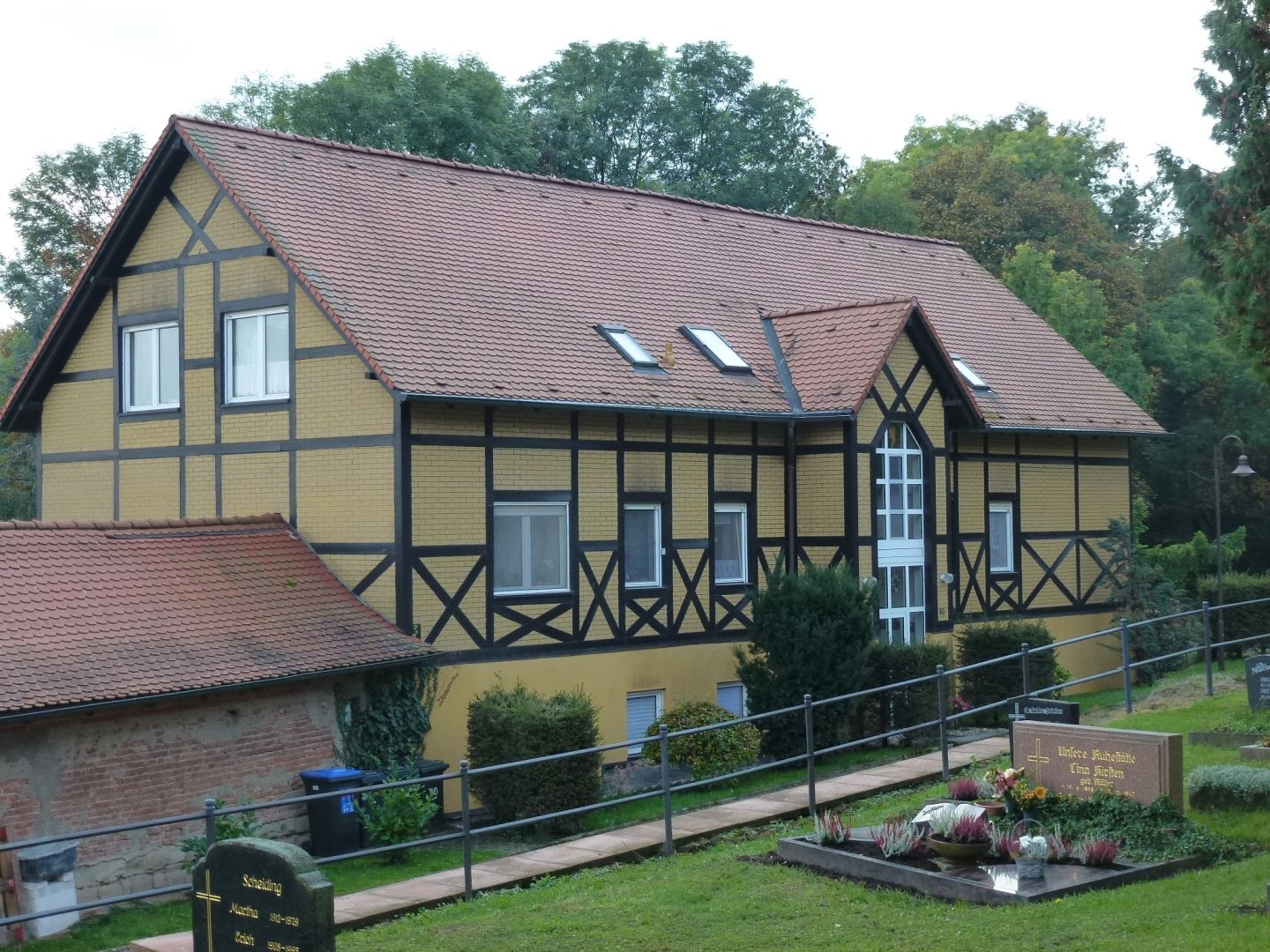
Vakwerkhuis bij de begraafplaats
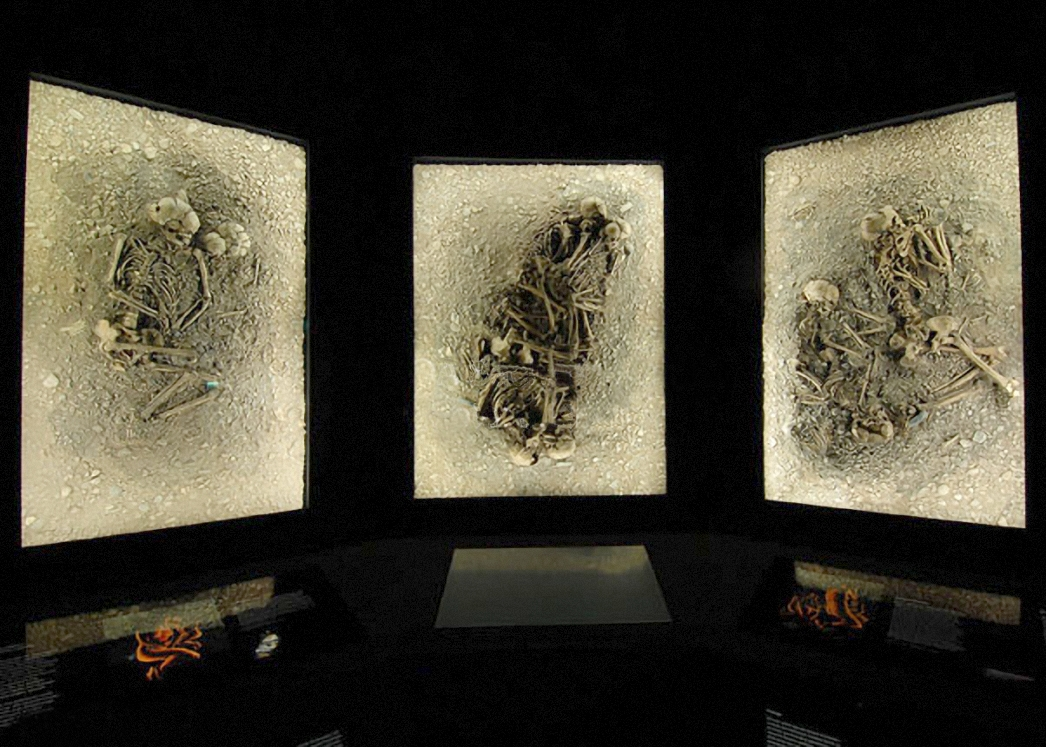
De drie familiegraven van Eulau in het Landesmuseum für Vorgeschichte, Halle (Saale)

## Geschiedenis
Bij Eulau zijn in 2005 belangrijke archeologische opgravingen gedaan, onder andere de vier, van omstreeks 2000 v.Chr. daterende Familiegraven van Eulau. Drie van deze graven zijn te zien in het archeologische museum te Halle. Zie ook: Goseck-cirkel: de locatie hiervan is ten westen van Goseck, dat slechts 2 km ten noordoosten van Eulau ligt.
Eulau is in de 9e eeuw ontstaan. Geschiedkundige feiten van meer dan plaatselijke betekenis zijn niet overgeleverd.

## Bezienswaardigheden
- De evangelisch-lutherse dorpskerk dateert uit 1694 en heeft een interessant, barok 18e-eeuws interieur; met name de kansel uit 1717 is bezienswaardig.
- Eulau ligt in een landschappelijk fraaie omgeving. Direct ten oosten ervan ligt Schönburg (Saale), waar een bezienswaardig kasteel staat.